# Los Altos (Teksas)
Los Altos – jednostka osadnicza w Stanach Zjednoczonych, w stanie Teksas, w hrabstwie Webb.